# Gp120

Position de la Gp120 sur le VIH

La GP120 est une glycoprotéine exprimée par le VIH (virus responsable du syndrome d'immunodéficience acquise ou SIDA)

## Origine
La GP120 est une des protéines composant le virus communément appelé VIH ou virus de l'immunodéficience humaine (dont il existe deux types soit le 1 et le 2).
C'est un rétrovirus d'environ 120nm de diamètre, relativement fragile, détruit par la chaleur à 60 °C et par les antiseptiques (alcool, eau de Javel...). 
Parasite obligatoire, il ne peut survivre plus de 5 à 6 heures hors d’une cellule.
Il est composé d’une membrane, d’une capside interne et externe de plusieurs protéines dont la GP120, la P41, la P24, la P17, etc. et du core (génome et protéines associées.)
La GP120 est une glycoprotéine de surface située sur la membrane du virus, d’un poids moléculaire de 120 kilodaltons (d’où l’appellation GP120).
C'est la principale arme du virus car elle permet sa liaison aux récepteurs CD4 des cellules cibles et par là même le début de l’infection.

## Description et structure
La structure de la protéine GP120 a été bien décrite par Kwong (1998) et ses collaborateurs. D’après eux, la GP120 a deux domaines (un interne et un externe).
Son domaine interne est particulier : il ne contient aucune séquence homologue aux séquences connues des autres organismes. Par contre, son domaine externe contient à certains endroits des séquences répétées et similaires à d’autres ayant déjà été identifiées.
Une de ses sections externes a une certaine homologie avec un promoteur de la déhydrase et une autre avec la pyrophosphatase de la dUTP (La dUTP étant une enzyme qui a été mise en évidence dans des virus similaire au VIH, mais il n’y a aucune évidence permettant d’établir un lien entre cette enzyme et l’enveloppe de la protéine).
Le virus du VIH est dit très variable et cette  variabilité est due à la GP120 qui est dotée de plusieurs épitopes ; soit les épitopes  V1, V2 V3, V4 et V5.
Cependant seule l’hyper variabilité de l’épitopes V3 est documentée.
Mais certaines de ses séquences sont quand même constantes.
En général le domaine interne est moins variable que l'externe, ce qui amène à supposer qu'il possède une fonction critique. Kwong (1998) a aussi remarqué que les sites de glycosilation sont très conservés.

## Fonction
Le rôle de la GP120 est déterminant en ce qui concerne l’infection du VIH. En fait, cette protéine a trois rôles connus : 
- rechercher les récepteurs appropriés à la pénétration du virus
- fixer la particule virale à la cellule cible
- assister et diriger l’injection du matériel viral dans la cellule.

La protéine a plusieurs techniques d’évasion dont un certain nombre d'emplacements de glycosilation. Ces emplacements ont des oligosaccharides attachés à eux, qui empêchent la détection par le système immunitaire. Une autre technique d'évasion utilisée par la protéine est que les sites de liaisons importants sur la protéine sont trouvés enfoncés dans la surface, permettant aux régions variables de la protéine de gêner par encombrement stérique des anticorps.

## Interaction GP120 - CD4

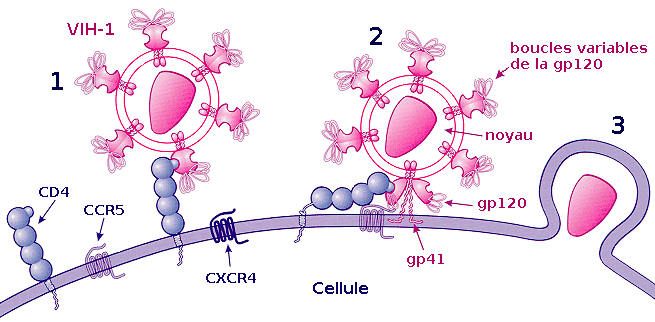
Processus d'attachement du VIH sur un lymphocyte T4 :
1) Fixation de la gp120 au récepteur CD4
2) Fixation d'une boucle variable de la gp120 au co-récepteur et fixation de la gp41 sur la membrane cellulaire
3) Pénétration dans la cellule

La première étape du processus d'entrée virale est la fixation de la particule  virale par la  gp120 aux récepteurs CD4 présents sur la surface cellulaire. Elle est principalement tirée par les forces électrostatiques entre la charge positive du CD4 et la charge négative de la gp120.
Interviennent aussi des forces de Van der Waals dues à la stabilisation de la première interaction CD4 - gp120.
Le CD4 est le principal récepteur du VIH-1. La liaison de la gp120 au cd4 entraîne un mouvement de ses boucles V1 et V2 libérant la boucle V3 qui peut alors se déplacer vers le site de liaison du corécepteur. Pour les lymphocytes T4, le corécepteur indispensable est une fusine : le CXCR4, alors que pour les monocytes et les macrophages, il s'agit de CCR5, récepteur 5 de la chimiokine, ou CC-CKR5.
C'est par ce changement de conformation et cette interaction avec les corécepteurs que la gp120 permet la libération et l’action de la gp41 dans le processus de l’attachement à la cellule cible.
La présence de deux récepteurs de la gp120 à la surface des cellules est indispensable.
D'ailleurs, il existe en Scandinavie une population dont les lymphocytes CD4+ resistent au VIH grâce à l'absence d'un des co-récepteurs à la surface de leurs cellules.

## Compléments d'information
Plusieurs études sont en cours pour trouver des solutions pour vaincre le VIH. Des articles intéressants sont publiés sur divers banques de donnés tel que PUBMED. En voici quelques-uns que l'on peut retrouver directement via leurs numéro d'accès (PMID) :
- Asn 362 in gp120 contributes to enhanced fusogenicity by CCR5-restricted HIV-1 envelope glycoprotein variants from patients with AIDS - PMID 18076768
- Structure of Antibody F425-B4e8 in Complex with a V3 Peptide Reveals a New Binding Mode for HIV-1 Neutralization - PMID 18068724

En ce qui concerne la séquence de la GP120, voir la banque de données         ENTREZ PROTEIN via le numéro d'accès AAF69493.